# Sportmuseum Schweiz

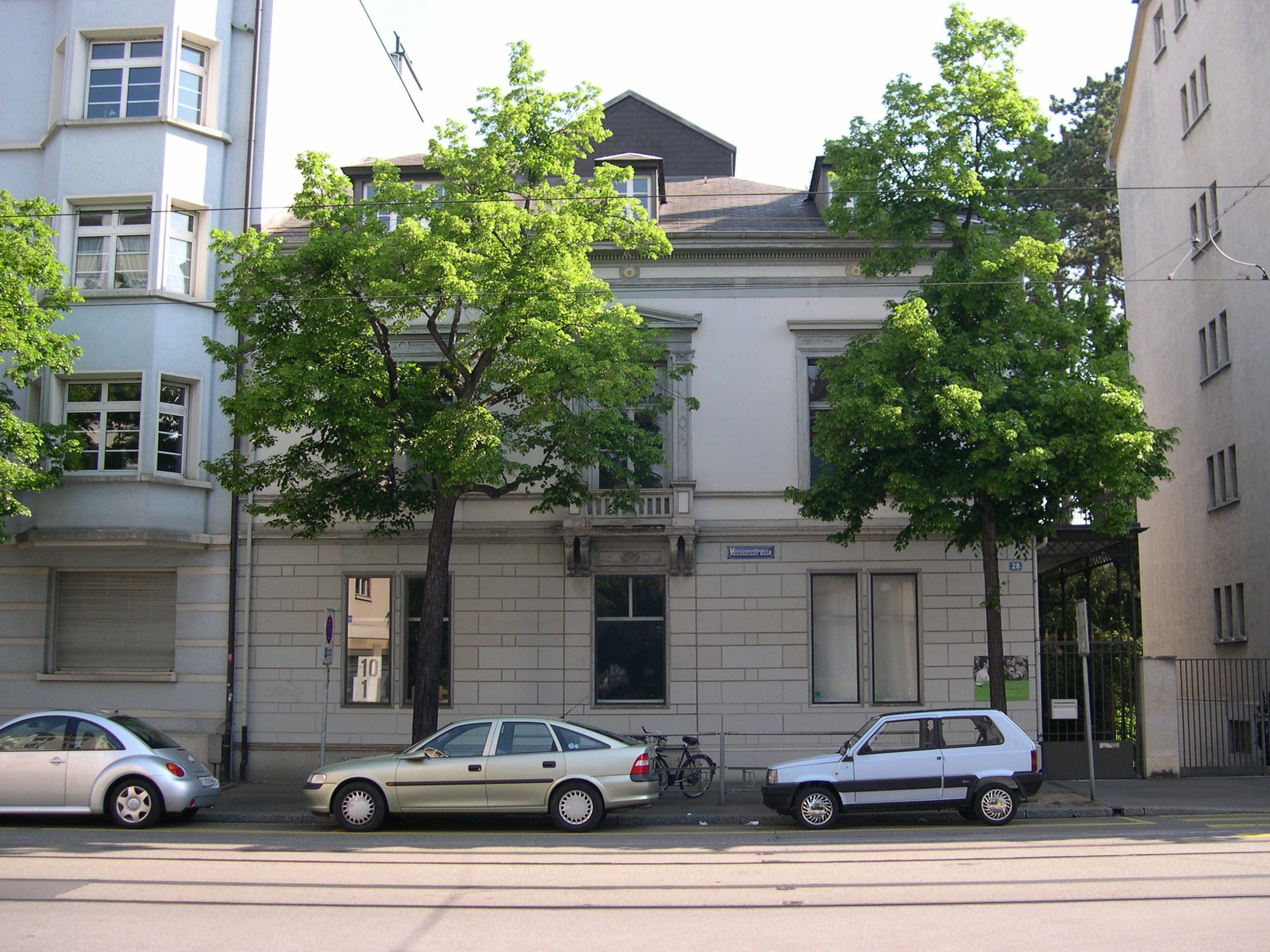
Das Sportmuseum an der Missionsstrasse in Basel (2008)

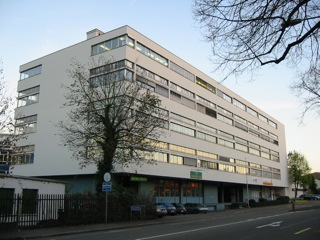
Das Lagerhaus wies auf den Namen und Charakter des Begehlagers hin.

Die Stiftung Sportmuseum Schweiz verfolgte den Zweck, Kulturgüter des Sports zu sammeln und den Sport als Teil der Alltagskultur zu vermitteln. Geschäftsstelle und Sitz der Stiftung befanden sich in Basel. Ein begehbares Lager war den Besuchenden seit September 2011 auf dem Dreispitz in Münchenstein bei Basel zugänglich.

## Geschichte
Die Idee eines Sportmuseums reifte 1945. Nachdem die Regierung von Basel-Stadt einen Startkredit für ein Museum gesprochen hatte, wurde das Schweizerische Turn- und Sportmuseum (TSM) 1947 gegründet. Unter den Gründungsmitgliedern befanden sich Turninspektor August Frei (1874–1962), Radfahrer und Fahrradhändler Oskar Stählin (1889–1945) und der Zürcher Arzt Gustav Adolf Wehrli (1888–1949). Sie stellten ihre Sammlungen von Büchern, Zeitschriften, Dokumenten, historischen Fahrrädern und Sportgeräten als Grundstock zur Verfügung und bald kamen einige weitere Privatsammlungen hinzu. Die aus 150'000 Einheiten bestehenden Sammlung galt als einzigartiger sportkultureller Bestand in Europa.
Die ersten Räumlichkeiten befanden sich im ehemaligen Theoriesaal der Basler Berufsfeuerwehr an der Schützenmattstrasse. 1949/50 zog es an die Rebgasse 3 in Kleinbasel, 1961 an die Missionsstrasse in Grossbasel. 1977 wurde der Schweizerische Landesverband für Sport (SLS) neben dem Kanton Basel-Stadt ein Mitträger des Museums, das sich in Schweizerisches Sportmuseum (SSM) umbenannte. 1993/94 befand sich zudem eine Dépendance im ehemaligen Opéra-Haus an der Heuwaage.
Seit Oktober 2005 arbeitete das Sportmuseum Schweiz mit einem neuen Konzept: Unter dem Motto „Zentral sammeln – dezentral vermitteln“ war das Sportmuseum Schweiz vermehrt mit externen Ausstellungen und Veranstaltungen sowie Publikationen präsent. Seit der Eröffnung des Begehlagers wurde aber auch der „klassische“ Museumsbetrieb an einem fixen Ort wieder angeboten. Im Begehlager war die ganze Sammlung für Einzelbesuche, geführte Gruppen oder Forscher zugänglich. 
Ein Umbau 2014 schuf neuen Raum für wechselnde Sonderausstellungen, eine Festausstellung mit Highlights aus der Sammlung sowie ein Bistro und einen Museums-Shop. Auch die Vermittlung der Gesamtsammlung wurde im Zuge des Umbaus überarbeitet.
2018 wurde die Liquidation des Sportmuseums beschlossen, nachdem die Subventionierung der Stiftung durch die bisherigen Geldgeber eingestellt worden war. 2021 wurde die Sportsammlung aufgelöst und zu großen Teilen auf andere Museen aufgeteilt. Das Deutsche Kampfsportmuseum konnte durch Teile aus der Sammlung seine eigene Sammlung erst aufbauen.

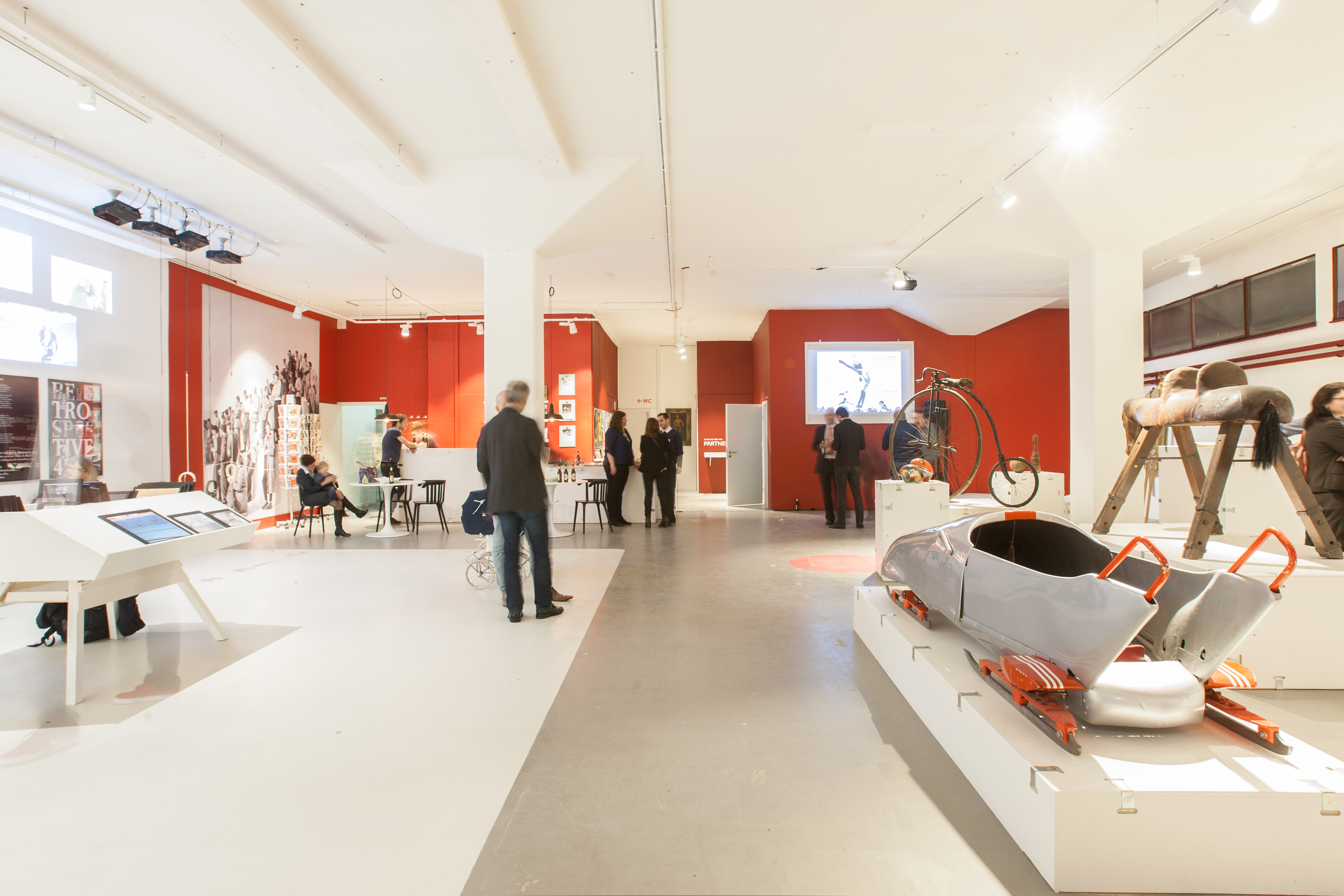
Das Foyer mit Sonder- und Dauerausstellung. Im Hintergrund Bistro und Shop.
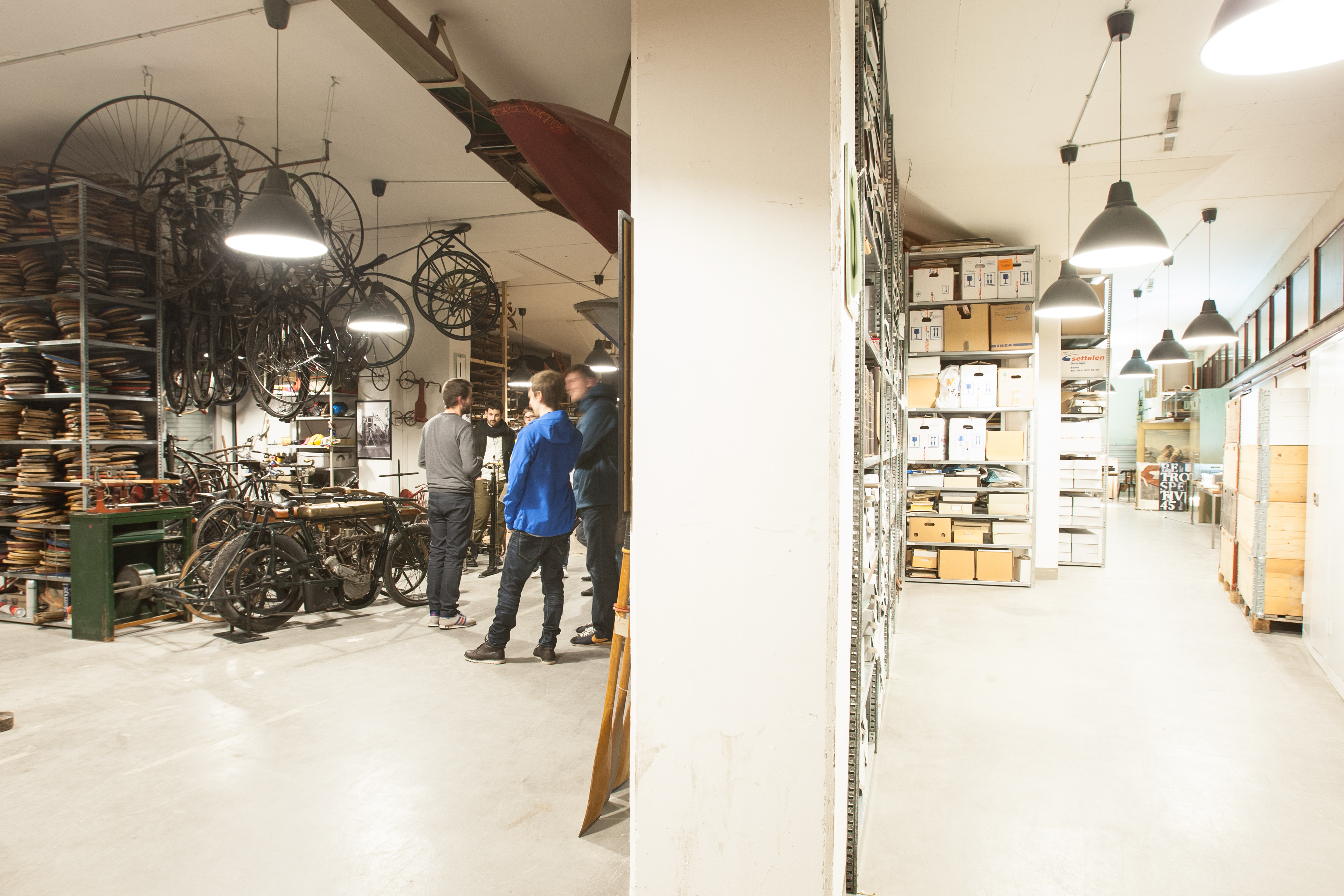
Unterteilung in Akten-, Bildarchiv rechts sowie Objektsammlung links.
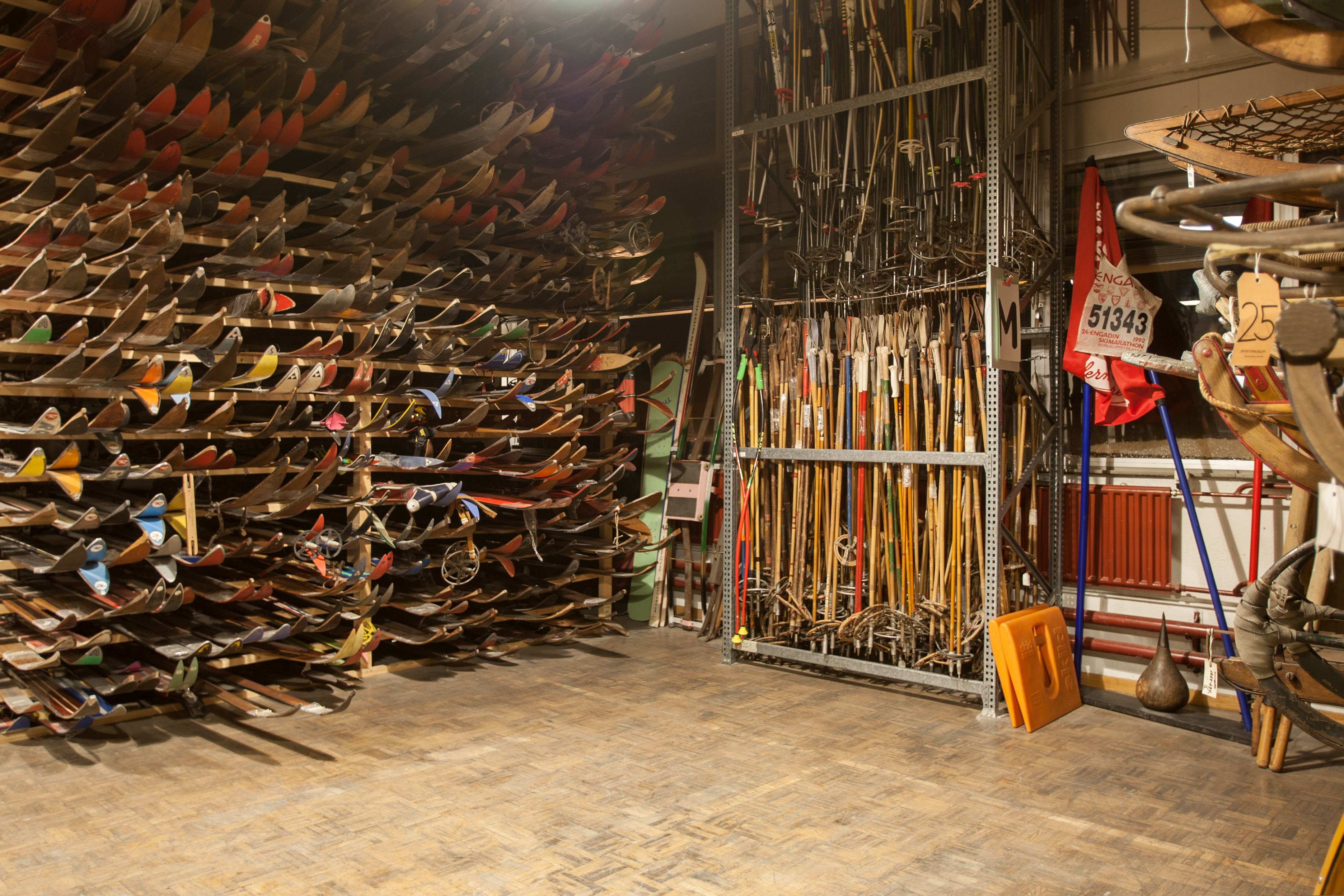
In Nischen angeordnet thematisierte die Objektsammlung Aspekte der Sportkultur und stellte sie in Bezug zu ihren Nachbarnischen.
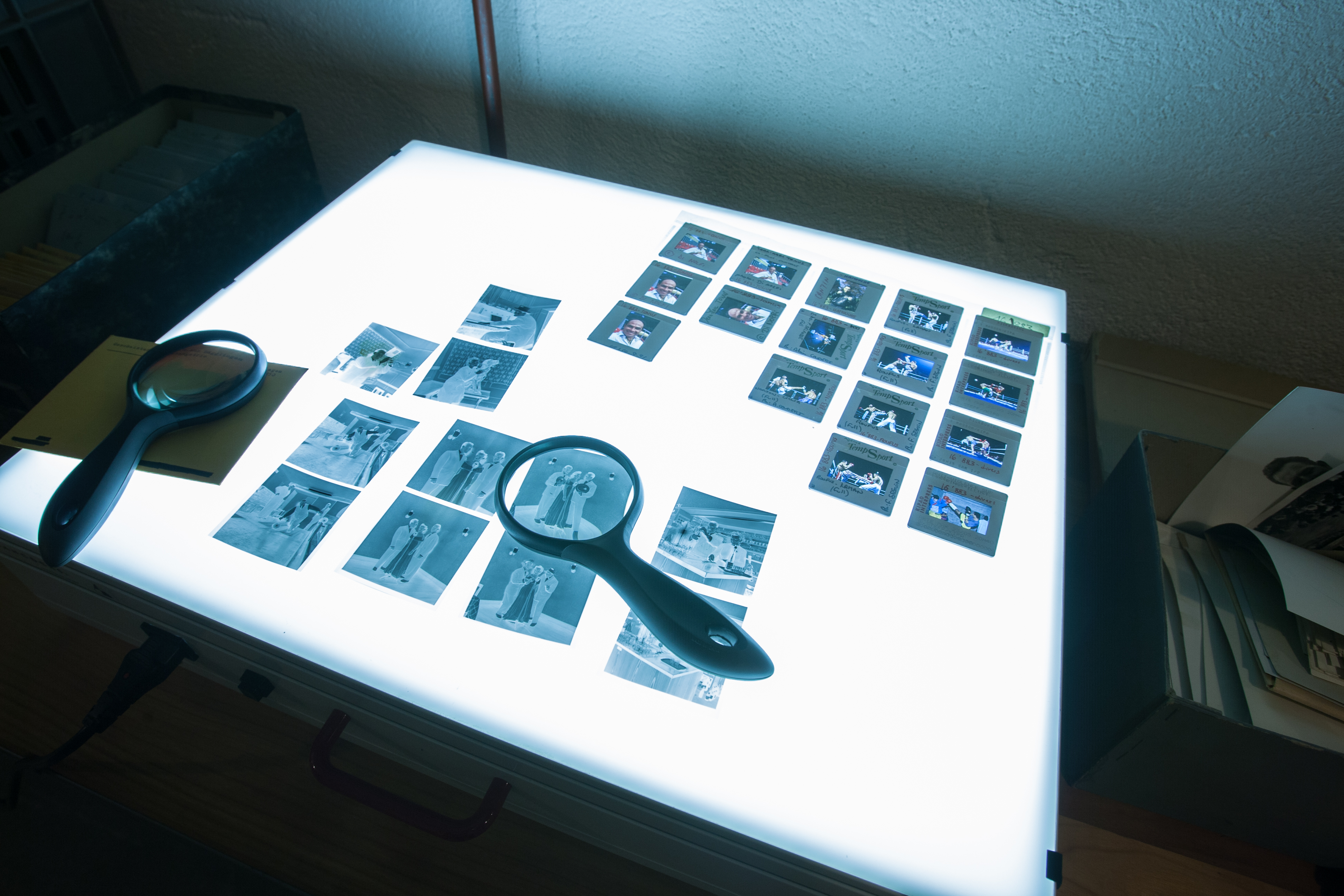
Im Begehlager wurden die Besuchenden Zeuge musealer Arbeit.
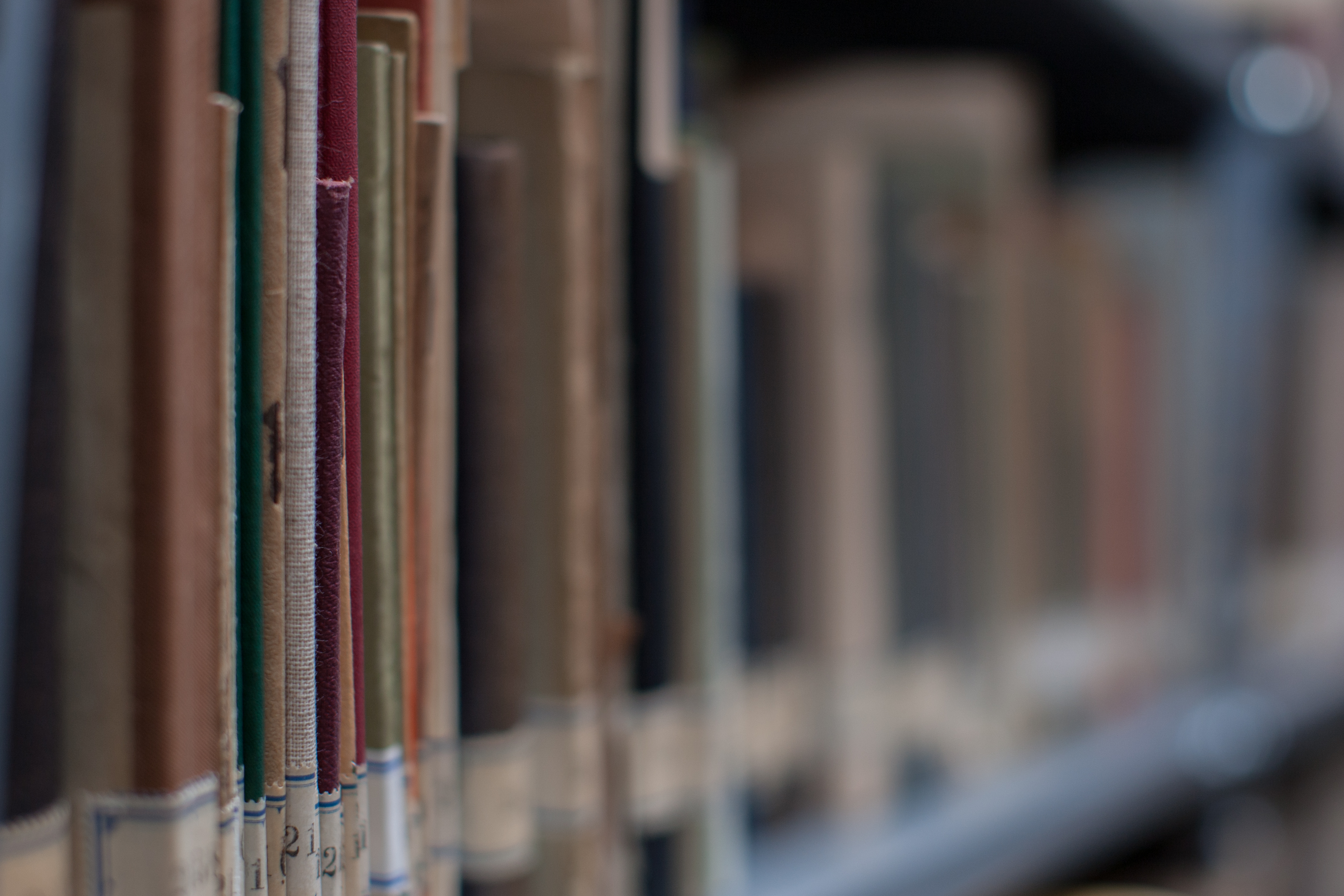
Auf Anfrage konnten Forschende vor Ort recherchieren.